# Tillières-sur-Avre
Tillières-sur-Avre ist eine französische Gemeinde mit 1037 Einwohnern (Stand 1. Januar 2022) im Département Eure in der Region Normandie.

## Geschichte
Auf Luftbildern sind Spuren eines Bauwerks zu erkennen. Der umgebende Graben war an einer Seite gerade und ansonsten halbrund. Das Bauwerk kann ohne Prospektion nicht datiert werden. Meist stammen solche Funde aus gallo-römischer Zeit, sie können aber auch aus der Eisenzeit oder aus dem Mittelalter stammen.
In dem an der historischen Grenze zwischen Frankreich und der Normandie am Fluss Avre gelegenen Ort ist bereits für das Jahr 1017 eine von Richard dem Guten (andere Quellen nennen Richard III.) erbaute Burg nachgewiesen. Zahlreiche Umbauten im Laufe der Jahrhunderte führten zu dem aus dem Jahre 1546 stammenden Renaissance-Schloss.
Im Jahr 1070 schenkte der Seigneur des Ortes, Gislebert II. Crespin, der Abtei Le Bec die Kirche Saint-Hilaire und den Zehnt der Ortschaft. Gislebert IV. Crespin nannte sich Gilbert de Tillières. Im Jahr 1370 tauschte Gilbert VII. mit Karl V. die Baronie Tillières gegen Longchamps. 1376 verschenkte Karl VI. Tillières an Guy le Baveux für dessen Verdienste in der Schlacht von Cocherel. Guys Enkel Jean geriet in die Wirren des Hundertjährigen Kriegs (1337–1453). Er diente 1414 dem englischen König kämpfte später aber wieder für den französischen König und wurde 1420 in Dreux gehängt. Seine Schwester Agnes erbte Tillières, sie war die Witwe von Jean Le Veneur, der 1415 in der Schlacht von Azincourt gefallen war. Karl VII. hatte Agnes die Titel ihres Mannes übertragen. Tillières wurde 1505 zur Comté erhoben. Die Comté blieb bis zur Französischen Revolution (1789–1799) im Besitz der Familie Le Veneur.
Im Zweiten Weltkrieg (1939–1945) wurde Tillières-sur-Avre im Sommer 1944 während der Operation Overlord durch die Alliierte Luftwaffe bombardiert.

### Bevölkerungsentwicklung
| Jahr                    | 1968 | 1975 | 1982 | 1990 | 1999 | 2009 | 2020 |
| ----------------------- | ---- | ---- | ---- | ---- | ---- | ---- | ---- |
| Einwohner               | 1163 | 1267 | 1174 | 1185 | 1179 | 1226 | 1079 |
| Quelle: INSEE, für 2009 |      |      |      |      |      |      |      |

## Gemeindepartnerschaft
Die Gemeinde pflegt seit vielen Jahren eine Partnerschaft mit dem Ortsteil Wendehausen der Gemeinde Südeichsfeld in Thüringen.

## Kultur und Sehenswürdigkeiten

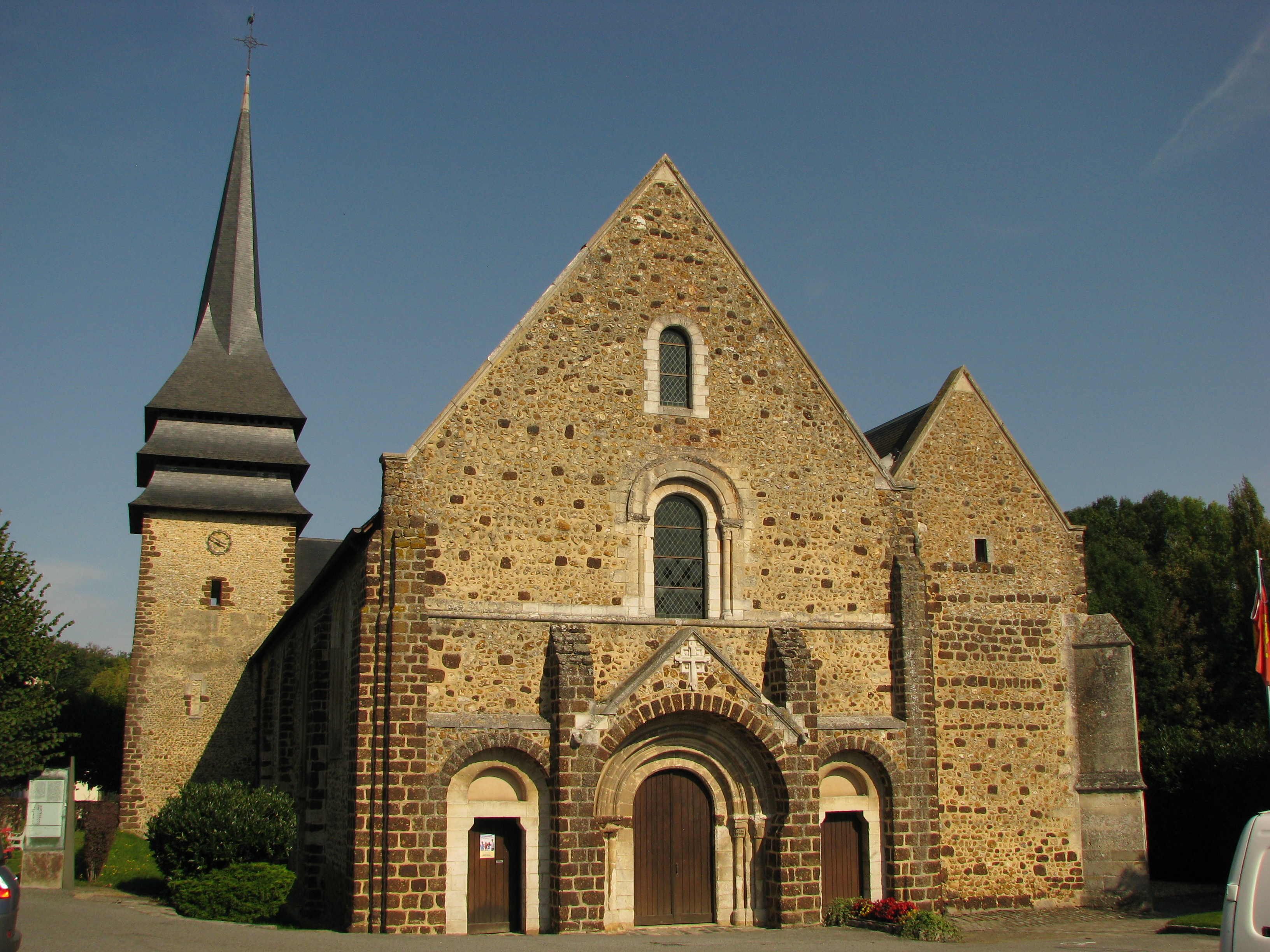
Kirche Saint-Hilaire

Die Kirche Saint-Hilaire wurde von 1535 bis 1546 erbaut. Sie weist in ihrem Äußeren romanische Elemente auf, die seit einer Renovierung im Jahre 1969 wieder sichtbar sind. Das Innere der Kirche wurde im Renaissancestil von Jean Goujon ausgestaltet. Die Kirche wurde 1862 als Monument historique klassifiziert. In der Kirche ist an zwei Stellen ein Stück des schwarzen Bandes der Litre funéraire (Trauerband) erhalten. Auf einem Stück sind die Reste eines Wappens zu sehen, das aber zu verwischt ist, um es zuordnen zu können.
Auf dem Gemeindegebiet gelten geschützte geographische Angaben (IGP) für Schweinefleisch (Porc de Normandie), Geflügel (Volailles de Normandie) und Cidre (Cidre de Normandie und Cidre normand).

## Persönlichkeiten
- Maurice Boitel (1919–2007), Maler